# System of a Down (album)
System of a Down er det amerikanske alternative metal-band System of a Downs debutalbum, som blev udgivet den 30. juni 1998 gennem American Recordings. Albummet introducerede nye såvel som gamle sange taget fra diverse demoudgivelser og liveoptrædener på lokale klubber.
Sammenlignet med System of a Downs senere værker betragtes denne udgivelse som værende musikalsk primitiv, men indeholdt allerede på dette tidspunkt de armenske folkemusikalske elementer, som skulle blive et af gruppens mest fremstående kendetegn.
Udgivelsen sendte System of a Down ud på en to års lang turné der både bød på optrædener i USA og Europa bl.a. sammen med Slayer, Fear Factory, Metallica og Korn. Under turnéen viste bandet sig også stærkt fra sin politisk aktive side, da de eksempelvis valgte at boykotte deres optræden i Tyrkiet, som følge af den systematiske udryddelse den tyrkiske regering udførte på det armenske folk i perioden i 1915-1917, og som den på dette tidspunkt stadig nægtede havde fundet sted.
Pressens modtagelse af albummet var utrolig varieret, og gik lige fra hyldest til misbilligelse. Det endte dog med at få tildelt platinstatus af RIAA i USA i 2002.

## Produktion
Mod slutningen af 1997 indkvarterede System of a Down sig i studiet, Sound City, i Los Angeles, sammen med produceren Rick Rubin for at indspille den instrumentale del af deres debutalbum. Her blev de yderligere assisteret af Dave Sardy, der stod for miksningen og Sylvia Messey, som tog sig af det lydtekniske arbejde. Til indspilningerne af Tankians vokaler, valgte Rubin at bruge sit eget hus i Laurel Canyon for at skabe den rette atmosfære. 
| Citat                      | Vi havde farvede lys, røgelse og små antikke tæpper og bare denne fantastiske stemning. Vi indspillede faktisk nogle spor i the Dungeon [Kælderen i Rubins hus]. The Dungeon havde virkelig en gruopvækkende atmosfære. (...) Cement. Rigtig koldt. Så vi tændte nogle stearinlys og indspillede (...) | Citat |
| Tankian om indspilningerne | |       |

Udover rollen som producer, trådte Rubin også til som guide for Tankian, og trænede ham i at udnytte et større potentiale af sine vokaler til at gå fra harmoniladet sang til bizarre tegnefilmsagtige stemmer. "Han bragte en masse på bordet. Han har et fantastisk øre for musik, i harmoni, og hvad der virker og hvad der ikke virker, hvilket er derfor jeg tror, at han kan producere forskellige musikgenrer så godt (...)," udtalte Tankian. Indspilningerne blev færdiggjort i begyndelsen af 1998 og gruppen valgte 13 af de indspillede sange som skulle med på albummet.

## Modtagelse
Modtagelsen af System of a Down var meget blandet f.eks. viste Kerrang! og Melody Maker stor begejstring, hvorimod Q og Mojo var meget skeptiske. Mellem disse to stod Metal Hammer der udtrykte interesse for musikken, men samtidig mente, at deres stil muligvis lå for tæt på Korns. Albummet blev placeret som nummer 124 på Billboard 200 hitlisten. Salget voksede langsomt, og efter gruppens to års lange turné i perioden 1998-2000 havde det solgt 850.000 eksemplarer. Salget fortsatte, hvilket medførte at RIAA i 2000 tildelte den guld, og to år efter platin.
Den 24. maj 1999 blev System of a Downs første single "Sugar" udgivet. Allerede i januar var en syv-sporet ep-udgave af "Sugar" blevet sendt til forskellige radiostationer i USA for at opnå spilletid. I USA nåede singlen nummer 31 på US Modern Rock-hitlisten, plads 28 på US Mainstream Rock og i Storbritannien nummer 136.
Nummeret "Spiders" blev samme år også udgivet som single. Udover musikvideoen var den også inkluderet på soundtracket til Scream III. "Spiders" blev oven i købet introduceret til et større publikum, da bandet valgte at spille den til deres første større tv-optræden i Late Night With Conan O'Brien. Singlen nåede endnu højere end den forrige, hvor den blev placeret som nummer 25 på Mainstream Rock.

## Promovation
Promoveringen af System of a Down fandt allerede sted lang tid før udgivelsen af deres debutalbum, idet manageren David "Beno" Benveniste gennem 1997 og ind i 1998 viste gruppen frem for alle der gad lytte. Benveniste begyndte at bruge den tids nye medium – internettet, som kommunikationsmiddel, hvor han sad på forskellige chatrum, og introducerede System of a Down, og uddelte alle interesserede sit hjemmenummer, hvorved de kunne ringe til ham, og høre gruppens demoer over telefonen. Med den voksende fanskare igangsatte han, gennem sit eget firma projektet StreetWise Culture & Concepts – et netværk bestående af frivillige unge, hvis opgave var ved hjælp af båndindspilninger, klistermærker og plakater at udbrede kendskabet til bandet. StreetWise var medvirkende til at promovere System of a Down nationalt såvel som internationalt, og inden de overhovedet havde taget på deres første store turné havde fans allerede hørt flere af sangene fra debutalbummet.

### Turnéer
System of a Down fik yderligere mulighed for at promovere deres kommende debutalbum, da de i maj (en måned inden udgivelsesdatoen) blev inviteret med på Slayers Diabolus On Tour i Nordamerika.
Allerede en uge efter albummets udgivelse var bandet på vejen med den omrejsende Ozzfest-festival, hvor de kørte mellem koncerterne i en gammel RV. Under arrangementet stiftede de venskab med Limp Bizkit-frontmanden Fred Durst, som inviterede Tankian i studiet som gæstevokalist til indspilningen af sporet "Dont Go of Wandering" til sin kommende udgivelse.
Sent i august var gruppen tilbage på et af deres gamle spillesteder i Los Angeles – The Roxy, bl.a. i følgeskab med Fred Durst og Snots daværende vokalist Lynn Strait, som sang med nummeret "War?". I aftenens anledning introducerede de også en coverversion af synthpopgruppen Berlins "The Metro" fra 1983.
Efter denne begivenhed havde gruppen en mindre turné i følgeskab med Incubus og Ultraspank før de 6 dage efter dennes afslutning pakkede deres kufferter for at rejse til Europa, for første gang, i anledningen af Slayers europæiske del af Diabolus on Tour. Oprindeligt var det planlagt at System of a Down også skulle optræde i Tyrkiet, men dette show valgte de at boykotte, som følge af det armenske folkedrab, den tyrkiske regering udførte i 1915, hvor alle gruppemedlemmerne havde armenske forfædre, som blev berørt af dette. Om episoden udtalte Tankian:
| Citat | Mest af alt er det et sikkerhedsspørgsmål. Vi kan ikke optræde til et show uden at give luft til vores holdninger, fordi det er en del af vores musik. Og hvis vi gik på scenen og talte om det armenske folkemord, havde vi fået at vide, vi ville blive anholdt (...). Så vi besluttede at aflyse showet. Vi er imod den tyrkiske regering, og ikke deres folk. Til dato har regeringen benægtet at dette folkemord fandt sted, og Vesten har accepteret det lort. | Citat |
|       | |       |

Turnéen fortsatte i oktober og november gennem størstedelen af Europa. Her havde de bl.a. to optrædener i London den 26. og 27. november. I denne anledning havde bandets pladeselskab lavet en aftale med bladet Kerrang! om at forære tonsvis af System of a Down-kassettebånd til publikummet for at sprede kendskabet i Storbritannien.

Efter årsskiftet i januar turnerede System of a Down atter i USA denne gang med Fear Factory. Dette foregik dog ikke uden yderligere komplikationer, da gruppen få timer inden deres koncert i Philadelphia fik stjålet alt deres udstyr. Om episoden forklarede Odadjian 
| Citat | Alt var gået fantastisk (...) Men så [i Philadelphia] vækkede vores teknikere mig skrigende, "alt er væk Ryder trucken er blevet stjålet!" Daron gik amok, fordi mange af hans guitarer var uerstattelige. Vi var ikke et rigt band, som bare kunne sige "giv os mere", så vi måtte aflyse. Vi tog faktisk til koncerten den aften og fansene stod udenfor pisset af over, vi ikke spillede, så vi forklarede, og skrev autografer(...) | Citat |
|       | |       |

Efter en kort pause var bandet klar, tidligt i februar, til at genoptage turnéen med Fear Factory. Samme år tog System of a Down atter til Storbritannien for første gang som egentlige overskrifter. Under turnéen blev uudgivne sange som "Honey" og kommende sange som "X" introduceret. I sommeren 1999 deltog gruppen for anden gang i Ozzfest, og mod slutningen af året var de tilbage i deres lokale område, Hollywood, hvorpå de skulle optræde på deres gamle spillesteder: The Troubadour, The Roxy og The Whisky. Tankian blev på dette tidspunkt ramt af en alvorlig influenza, og måtte melde fra til showet på The Troubadour. Til trods for den manglende vokalist, valgte gruppen at finde samtlige afløsere, der bl.a. inkluderede den tidligere trommeslager Andy Khachaturian, som sang sangene direkte fra bagsiden af bandets cd. I januar efter årtusindskiftet var System of a Down atter på vejen, denne gang som en del af Sno Core-turnéen i følgeskab med Incubus og Mr. Bungle. Med mere end halvandet års turné havde gruppen opbygget et større omdømme både i Europa og i USA, og i juli 2000 stod gruppen foran et publikum på mere end 50.000, hvor de spillede sammen med grupper som Metallica, Korn og Kid Rock ved Los Angeles Memorial Coliseum.

## Musikalske stil
Sammenlignet med System of a Downs senere værker betragtes dette musikalsk som værende mere primitiv. Mange af disse sange var dog også skrevet med henblik på at blive spillet live til de forskellige klub-optrædener før bandet skrev pladekontrakt, og ikke beregnet til et decideret album, hvor tekniske finesser ville have været mere mulige.
Guitarerne på albummet er stemt ned til drop C, og Malakian eksperimenterer både med tidssignaturændringer og bratte ændringer i guitarlyden, f.eks. går sangen "Mind" fra et brølende forvrænget riff til en enkel rolig forlænget tone. I forhold til senere værker som Mezmerize og Hypnotize er bassen langt mere fremtrædende, som det eksempelvis kan høres på den jazz-inspirerede sekvens i "Sugar". Tankians vokaler viser utrolig stor variation strækkende sig fra harmoniladet sang, til growl, skrig og bizarre tegnefilmsagtige stemmer. Yderligere præsenterer gruppen også andre elementer til deres musik, som eksempelvis i sangen "Peephole", der indeholder et valse-takt. Samlet præsenterer lydbilledet et hav af forskellige kulturelle indflydelser, hvor det mest bemærkelsesværdige er de armenske, hvorfra gruppens medlemmer stammer. Om dette udtalte anmelderen Stephen Thomas Erlewine fra All Music Guide: "Bandet adskiller dem selv fra de tonsvis af sydcaliforniske alt-metal-hoveder ved at vægte deres armenske musikalske arv, som giver musikken uhyggelig overvældende kvalitet."

## Albumomslag
Omslaget illustrerer en sepiafarvet hånd strækkende ud fra mørket fra en sort baggrund. Titlen på billedet lyder "Hånden har fem fingre" og blev designet af den fremstående tyske anti-fascist John Heartfield i 1928, hvor det blev brugt til en kommunistisk valgplakat.
System of a Down valgte selv at tilføje en længere tekst på bagsiden af albumomslaget, indledende med: "Hånden har fem fingre, fuldmægtig og kraftfuld med evnen til at ødelægge såvel som at skabe. (...)". Tankian valgte i et interview med Rock Sound at uddybe valget af hånden:
| Citat | Frygten for kommunismen var så intens at de vestlige regeringer finansielt støttede de fascistiske regimer omkring i verden for at skabe buffer-zoner – det ultimative skjold imod kommunisme. Heartfield kritiserede alt dette i undergrundpressen. Grunden til han lavede den ["Hånden..."] var for at få tyskerne til at indse de blev udnyttet. | Citat |
|       | |       |

Som yderligere uddybende forklaring kan der inde i albumomslaget findes citater kritiserende "slipse kultren" ("casual neckties embrace"), kommerciel Orwellianisme og som i sidste ende konkluderer: "Lad os ophidse oprøret, ned med systemet!"

## Spor
| Original udgave | Original udgave | Original udgave   | Original udgave             | Original udgave | Original udgave | Original udgave | Original udgave | Original udgave | Original udgave |
| #               | Titel           | Tekst             | Musik                       | Længde          |                 |                 |                 |                 |                 |
| --------------- | --------------- | ----------------- | --------------------------- | --------------- | --------------- | --------------- | --------------- | --------------- | --------------- |
| 1.              | "Suite-Pee"     | Tankian           | Malakian                    | 2:32            |                 |                 |                 |                 |                 |
| 2.              | "Know"          | Tankian           | Odadjian, Malakian, Tankian | 2:56            |                 |                 |                 |                 |                 |
| 3.              | "Sugar"         | Tankian           | Odadjian, Malakian          | 2:33            |                 |                 |                 |                 |                 |
| 4.              | "Suggestions"   | Tankian           | Malakian                    | 2:44            |                 |                 |                 |                 |                 |
| 5.              | "Spiders"       | Tankian           | Malakian                    | 3:35            |                 |                 |                 |                 |                 |
| 6.              | "DDevil"        | Tankian           | Odadjian, Malakian          | 1:43            |                 |                 |                 |                 |                 |
| 7.              | "Soil"          | Tankian           | Malakian                    | 3:25            |                 |                 |                 |                 |                 |
| 8.              | "War?"          | Tankian           | Malakian                    | 2:40            |                 |                 |                 |                 |                 |
| 9.              | "Mind"          | Tankian           | Odadjian, Malakian, Tankian | 6:16            |                 |                 |                 |                 |                 |
| 10.             | "Peephole"      | Tankian           | Malakian                    | 4:04            |                 |                 |                 |                 |                 |
| 11.             | "CUBErt"        | Tankian, Malakian | Malakian                    | 1:49            |                 |                 |                 |                 |                 |
| 12.             | "Darts"         | Tankian           | Malakian                    | 2:42            |                 |                 |                 |                 |                 |
| 13.             | "P.L.U.C.K."    | Tankian           | Malakian                    | 3:37            |                 |                 |                 |                 |                 |
| 40:37           |                 |                   |                             |                 |                 |                 |                 |                 |                 |

| 1. | "Marmalade" | Tankian | Malakian | 3:02 |
| 2. | "Störagéd"  | Tankian | Malakian | 1:19 |

| 1. | "Sugar" (Live)     | Tankian | Odadjian, Malakian          | 2:27 |
| 2. | "War?" (Live)      | Tankian | Malakian                    | 2:48 |
| 3. | "Suite-Pee" (Live) | Tankian | Malakian                    | 2:58 |
| 4. | "Know" (Live)      | Tankian | Odadjian, Malakian, Tankian | 3:04 |

### Fodnoter
1. 1 2  "RIAA: System of a Down". Recording Association of America. Hentet 2010-08-11.
2. 1 2 3  Myers 2006, s. 68
3. ↑  Myers 2006, s. 69
4. 1 2  Myers 2006, s. 82
5. ↑  System of a Down på Billboard 200
6. ↑  Steve Huey. "Sugar EP". All Music Guide. Hentet 11. december 2010.
7. ↑  Chart Log UK – 1994–2008
8. ↑  Mike Lancaster (28. marts 2003). "ALL SYSTEMS GO". Glendale High School Newspaper. Arkiveret fra originalen 16. juli 2011. Hentet 11. december 2010.
9. ↑  All Music: Billboard singler
10. ↑  Myers 2006, s. 70
11. ↑  streetwise.com – history
12. 1 2  Myers 2006, s. 71
13. 1 2  Slayers turnéer
14. ↑  Myers 2006, s. 84
15. ↑  Myers 2006, s. 91
16. ↑  Myers 2006, s. 93
17. ↑  Myers 2006, s. 98
18. ↑  "Interview with System of a Down's original drummer, OnTronik "Andy" Khachaturian". Arkiveret fra originalen 20. februar 2010. Hentet 2010-08-09.
19. ↑  Myers 2006, s. 106
20. 1 2 3  John A. Hanson (19. august 2006). "System of a Down". Sputnikmusic.com/. Hentet 12. december 2010.
21. ↑  Myers 2006, s. 114
22. ↑  "Daron Malakian biografi". Metalstorm. Hentet 12. december 2010.
23. ↑  Myers 2006, s. 74
24. ↑  Sandy Masuo. "System Of A Down - Not Exactly For The People". Guitar.com. Arkiveret fra originalen 8. juli 2011. Hentet 25. december 2010.
25. 1 2  Stephen Thomas Erlewine. "System of a Down". All Music Guide. Hentet 19. december 2010.
26. ↑  Illustration af albumomslaget (Webside ikke længere tilgængelig)
27. ↑  "John Heartfields illustration". Arkiveret fra originalen 4. marts 2016. Hentet 25. december 2010.
28. ↑  System of a Down. Bagsiden af omslaget. American Recordings 1998
29. 1 2  Myers 2006, s. 80
30. ↑  Indersiden af albumomslaget